# Routoul
Le routoul, ou rutul (myxʼabišdy čʼel ; en russe рутульский язык, ou мухадский язык) est une langue appartenant au groupe lezghien des langues du nord-est du Caucase. Elle est parlée par le groupe ethnique des Routouls, installé au Daghestan et dans certaines régions de l'Azerbaïdjan. Le terme routoul provient du nom d'un village daghestanais où cette langue est parlée par la majorité de la population. Le nombre total de locuteurs est estimé à 60 000 environ.

## Histoire
Le routoul n'est devenu une langue écrite qu'en 1990, lorsqu'un système d'écriture basé sur l'alphabet cyrillique fut développé pour elle. Jusqu'en 1920, les Rutuls utilisaient  l'alphabet arabe.
Les locuteurs sont souvent bilingues ou multilingues, maîtrisant le russe ou l'azéri. On dénombre 8 dialectes et 2 sous-dialectes du routoul. La langue littéraire est basée sur le dialecte luchek. Dans les régions de Russie méridionale où le routoul est parlé, celui-ci est enseigné à l'école primaire.

## Variations dialectales
Le routoul, comparé à certaines autres langues du même groupe, se différencie assez peu par sa dialectologie. Il s'agit en fait de parlers résultant soit de l'éloignement des locuteurs, soit de l'influence des langues voisines sur le vocabulaire ou la phonétique.
On distingue 8 parlers que l'on classe en 3 groupes :
- Le Mukhrek-ikhrek
  - l'ixrek
  - le mixrek
- Le Mukhad 
  - le vrush
  - le luchek
  - l'amsar
  - le shinaz
  - le routoul proprement dit
- Le Bortx
  - le bortx-xnov (celui-ci en grande partie en Azerbaïdjan)
    - bortx
    - xnov

## Langues apparentées
Parmi les langues du groupe lezgique, c'est le tsakhur qui semble être le plus proche du routoul, également à proximité l'oudi. Les autres langues de ce groupe sont : le lezguien, le tabassaran, l'agul, le budukh, le kryz, le khinalug, et l'artchi.

## Caractéristiques
Le routoul possède des voyelles pharyngalisées. C'est une langue ergative, qui distingue 4 classes nominales.

## Alphabet routoul
| А а   | АI аI | Б б   | В в   | Г г   | Гъ гъ | Гь гь | ГI гI |
| Д д   | Дж дж | Дз дз | Е е   | Ё ё   | Ж ж   | З з   | И и   |
| Й й   | К к   | Къ къ | Кь кь | КI кI | Л л   | М м   | Н н   |
| О о   | П п   | ПI пI | Р р   | С с   | Т т   | ТI тI | У у   |
| УI уI | Уь уь | Ф ф   | Х х   | Хъ хъ | Хь хь | Ц ц   | ЦI цI |
| Ч ч   | ЧI чI | Ш ш   | Щ щ   | ъ     | ы     | ыI    | ь     |
| Э э   | Ю ю   | Я я   |       |       |       |       |       |

Un alphabet routoul latin a été développé et est utilisé en Azerbaïdjan.
| A a | AӀ aӀ | B b   | C c | Ç ç   | Çʼ çʼ | D d   | E e   | Ә ә     | F f |
| G g | Gʼ gʼ | Gh gh | Ğ ğ | H h   | X x   | Xh xh | I ı   | Ii ıi   | İ i |
| J j | K k   | Kʼ kʼ | Q q | Qʼ qʼ | Qh qh | L l   | M m   | N n     | O o |
| P p | Pʼ pʼ | R r   | S s | Ş ş   | T t   | Tʼ tʼ | Ts ts | Tsʼ tsʼ | U u |
| Ü ü | Uı uı | V v   | Y y | Z z   | ʼ     |       |       |         |     |